# Chimie combinatoire dynamique
Par définition moderne, la Chimie combinatoire dynamique (CDC) également connue sous le nom de chimie dynamique constitutionnelle (CDC) est une méthode pour faciliter la génération de molécules de nouvelle génération formées par liaisons réversibles de blocs de construction simples sous contrôle thermodynamique,.
Ce principe est connu pour sélectionner le produit le plus thermodynamiquement stable à partir d'un mélange à l'équilibre constitué d'un certain nombre de composants, un concept couramment utilisé en chimie de synthèse pour contrôler la sélectivité de la réaction.

## Structure
La bibliothèque de ces blocs de construction à conversion réversible est appelée bibliothèque combinatoire dynamique (DCL) ,.
Tous les constituants d'un DCL sont en équilibre et leur distribution est déterminée par leur stabilité thermodynamique au sein du DCL. L'interconversion de ces blocs de construction peut impliquer des interactions covalentes ou non covalentes .
Lorsqu'un DCL est exposé à une influence externe (comme des protéines ou des acides nucléiques ), l'équilibre se déplace et les composants qui interagissent avec l'influence externe sont stabilisés et amplifiés, permettant à plus de composé actif de se former.

## Histoire

### Naissance
Bien que cette approche ait sans doute été utilisée dans les travaux de Fischer et Werner dès le XIXe siècle, leurs études respectives sur les glucides et la chimie de coordination étaient limitées à la spéculation rudimentaire, nécessitant la justification de la thermodynamique moderne ,.
Ce n'est que lorsque la chimie supramoléculaire a révélé les premiers concepts de reconnaissance moléculaire, de complémentarité et d'auto-organisation que les chimistes ont pu commencer à utiliser des stratégies pour la conception rationnelle et la synthèse de cibles macromoléculaires.

### Formalisation moderne
Le concept de la synthèse des matrices a été développé et rationalisé grâce aux travaux pionniers de Busch dans les années 1960, qui ont clairement défini le rôle d'une matrice d'ions métalliques dans la stabilisation du produit thermodynamique souhaité, permettant son isolation depuis le mélange complexe en équilibre,.
Bien que les travaux de Busch aient aidé à établir la méthode des gabarits comme une puissante voie de synthèse vers des structures macrocycliques stables, cette approche est restée exclusivement dans le domaine de la chimie inorganique jusqu'au début des années 1990, lorsque Sanders et al. a d'abord proposé le concept de chimie combinatoire dynamique. Leur travail a conduit à une association entre la modélisation thermodynamique en tandem et la chimie combinatoire, pour générer un ensemble complexe de macrocycles de porphyrine et d'imine en utilisant une sélection modeste de blocs de construction simples.

Sanders a ensuite développé cette première version de la chimie combinatoire dynamique comme stratégie de synthèse organique; le premier exemple étant la macrolactonisation thermodynamiquement contrôlée d'oligocholates pour assembler des macrocycles cycliques dérivés de stéroïdes capables d'interconversion via l'échange de composants. Les premiers travaux de Sanders et al. a utilisé la transestérification pour générer des bibliothèques combinatoires dynamiques. L'utilisation des esters pour la médiation des échanges de composants est une action regrettable, car les processus de transestérification sont intrinsèquement lents et nécessitent des conditions anhydres vigoureuses. Cependant, leurs recherches ultérieures ont identifié que les liaisons covalentes disulfure et hydrazone présentent des processus d'échange de composants efficaces et présentent ainsi un moyen fiable de générer des bibliothèques combinatoires dynamiques capables de templation thermodynamique. Cette chimie constitue désormais la base de nombreuses recherches dans le domaine en développement de la chimie covalente dynamique et est devenue ces dernières années un outil puissant pour la découverte de récepteurs moléculaires.

## Orientation des protéines

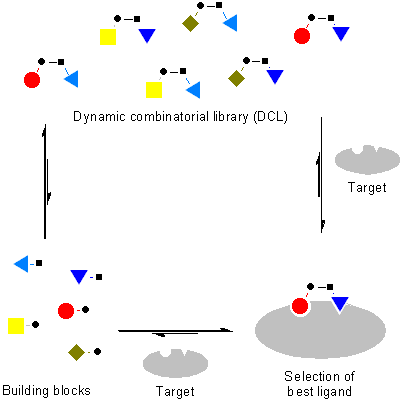
Schéma illustrant la théorie de la chimie combinatoire dynamique dirigée sur les protéines (DCC).

L'un des principaux développements dans le domaine du DCC est l'utilisation de protéines (ou d'autres macromolécules biologiques, telles que les acides nucléiques ) pour influencer l'évolution et la génération de composants au sein d'un DCL,,,,,. Le DCC dirigé par des protéines fournit un moyen de générer, d'identifier et de classer de nouveaux ligands protéiques, et a donc un énorme potentiel dans les domaines de l'inhibition enzymatique et de la découverte de médicaments.

### Réactions covalentes réversibles

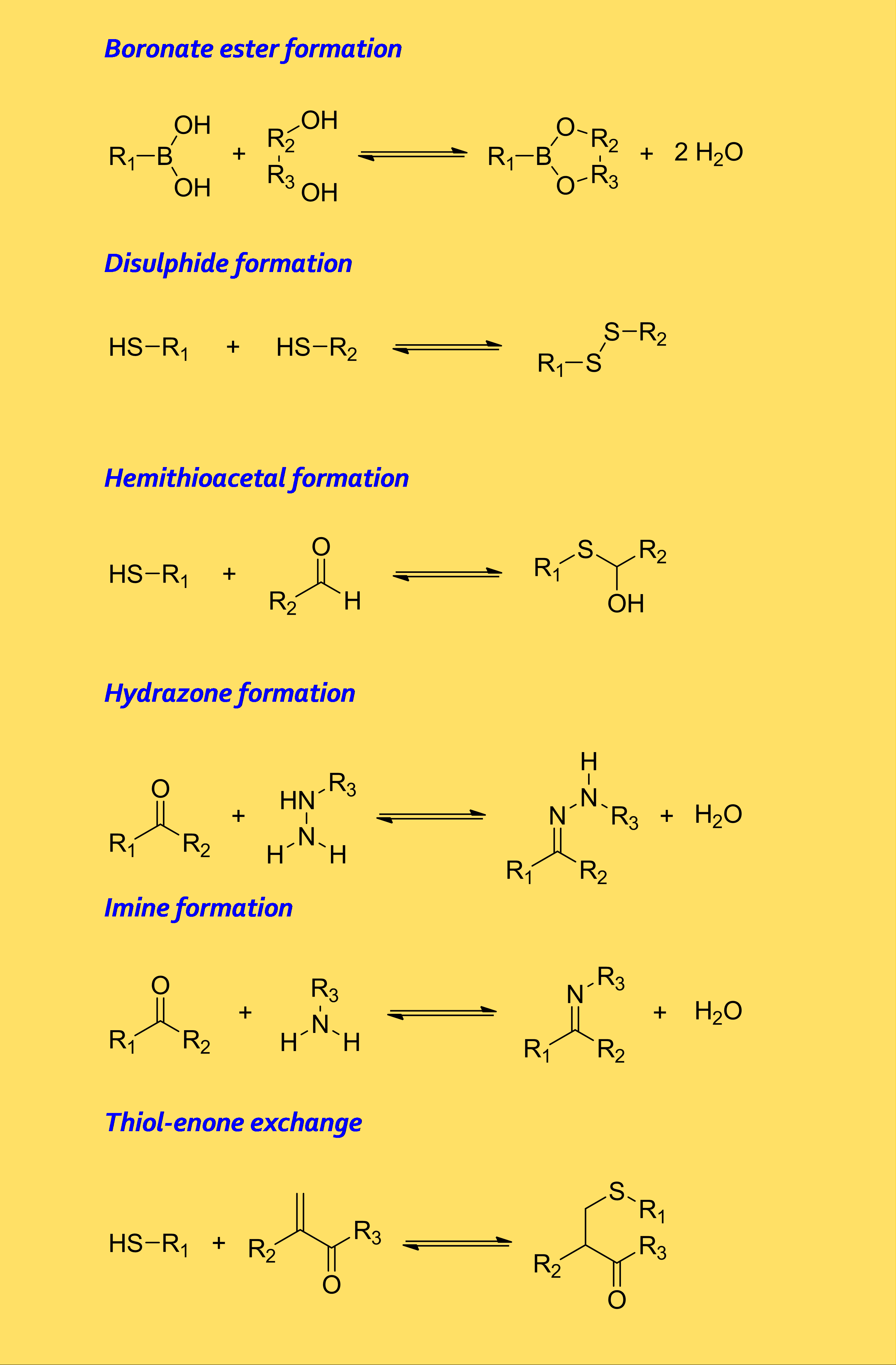
Types de réactions covalentes réversibles qui ont été appliquées en chimie combinatoire dynamique dirigée sur les protéines (DCC).

Le développement du DCC dirigé par les protéines n'a pas été simple car les réactions réversibles utilisées doivent se produire en solution aqueuse à pH et température biologiques, et les composants du DCL doivent être compatibles avec les protéines,.
Plusieurs réactions réversibles ont été proposées et / ou appliquées dans le DCC dirigé sur les protéines. Ceux-ci incluaient la formation d'ester boronate,,, échange de disélénides-disulfures, formation de sulfure,,, formation d'hémithiolacétal,, formation d'hydrazone,, formation d'imine ,, et échange thiol-énone.

### DCL pré-équilibré
Pour les réactions réversibles qui ne se produisent pas dans des tampons aqueux, l'approche DCC pré-équilibrée peut être utilisée. Le DCL a été initialement généré (ou pré-équilibré) dans un solvant organique, puis dilué dans un tampon aqueux contenant la protéine cible pour la sélection. Des réactions réversibles à base organique, y compris des réactions de diels-Alder  et des réactions de métathèse croisée d'alcène, ont été proposées ou appliquées au DCC dirigé par les protéines en utilisant cette méthode.

### Réactions non covalentes réversibles
Des réactions réversibles non covalentes, telles que la coordination métal - ligand,, ont également été appliquées dans le DCC dirigé sur les protéines. Cette stratégie est utile pour l'étude de la stéréochimie optimale du ligand au site de liaison de la protéine cible.

### Réactions réversibles catalysées par des enzymes
Des réactions réversibles catalysées par des enzymes, telles que des réactions de formation / hydrolyse de liaisons amides catalysées par des protéases  et les réactions d'aldols catalysées par l' aldolase , ont également été appliquées au DCC dirigé sur les protéines.

### Méthodes analytiques
Le système DCC dirigé par des protéines doit pouvoir être soumis à un dépistage efficace,. Plusieurs techniques analytiques ont été appliquées à l'analyse des DCL dirigées vers les protéines. Il s'agit notamment de la HPLC,,,, spectrométrie de masse,,,, spectroscopie RMN,,, et cristallographie aux rayons X.

### Approche multi-protéique
Bien que la plupart des applications du DCC dirigé vers les protéines à ce jour impliquent l'utilisation d'une seule protéine dans le DCL, il est possible d'identifier des ligands protéiques en utilisant plusieurs protéines simultanément, tant qu'une technique analytique appropriée est disponible pour détecter les espèces de protéines qui interagissent avec les composants DCL. Cette approche peut être utilisée pour identifier des inhibiteurs spécifiques ou des inhibiteurs d'enzymes à large spectre.

## Autres applications
Le DCC est utile pour identifier les molécules aux propriétés de liaison inhabituelles et fournit des voies de synthèse vers des molécules complexes qui ne sont pas facilement accessibles par d'autres moyens. Ceux-ci comprennent des matériaux intelligents, des foldamères, des molécules auto-assemblées avec des architectures imbriquées et de nouveaux matériaux souples. L'application du DCC pour détecter les composés bioactifs volatils, c'est-à - dire l'amplification et la détection de l' odeur, a été proposée dans un document conceptuel. Récemment, le DCC a également été utilisé pour étudier les origines abiotiques de la vie.

## Voir également
- Biologie combinatoire
- Chimie combinatoire
- Découverte de médicament
- Découverte de plomb basée sur les fragments
- Criblage à haut débit